# Aphylidae
Aphylidae Bergroth, 1906, è una piccola famiglia di insetti Pentatomomorfi dell'ordine Rhynchota Heteroptera, superfamiglia Pentatomoidea, comprendente tre sole specie endemiche dell'Australia.

## Descrizione
Gli Aphylidae sono insetti di piccole dimensioni con corpo marcatamente convesso e capo corto, provvisto di antenne di 5 segmenti. Il pronoto si prolunga posteriormente in due grandi lobi laterali e lo scutello è ben sviluppato, lasciando però scoperti i margini laterali dell'addome e del corio.

## Sistematica e diffusione
La famiglia comprende tre specie appartenenti a due generi:
- Aphylum syntheticum
- Aphylum bergrothi
- Neoaphylum grossi

La posizione sistematica di questa famiglia è controversa. Diversi Autori, infatti, considerano questo raggruppamento una sottofamiglia dei Pentatomidae.